# Fa
Fa — международный бренд средств личной гигиены, производящихся немецкой компанией Henkel AG. Продукция Fa включает в себя лосьоны по уходу за кожей, кремы и гели, а также гели для душа, пены для ванны, мыло и дезодоранты. Название происходит от сочетания двух немецких слов fabelhafte «сказочный» и Fadenseife «мыло из нитей».

## История
Бренд Fa был основан в 1954 году компанией Henkel Dreiring. Первыми продуктами стали кусковое мыло и дезодорант. В 1975 году был представлен первый гель для душа Fa-shower от Henkel. С тех пор к продуктам Fa добавились новые серии кускового мыла, жидкого мыла, гелей для душа, пенных ванн, шариковых дезодорантов, дезодорантов-стиков и аэрозолей. В настоящее время средства Fa продаются примерно в 120 странах.
В 2008 году Федеральное ведомство по делам картелей наложило на группу Henkel штраф в размере 21,6 млн евро за фиксацию цен, в том числе на гель для душа марки Fa.
Продукция включает в себя мыло, гель для душа и дезодорант. Fa является одним из лидеров европейского рынка. Продукция также продаётся под брендом Fa на Ближнем Востоке, в Африке и Азии. В общей сложности, средства Fa продаются в 146 странах. Поскольку средства Fa появляются каждые несколько лет, бренд считается ярким примером для перезапуска продукта.